# José María Sarasol i Soler
José María Sarasol i Soler (El Genovés, 25 d'agost de 1970) és un pilotari, conegut en el món de la pilota valenciana com a Sarasol II per ser germà d'Enric Sarasol, Sarasol I. Ha sigut membre de la Selecció Valenciana de Pilota durant 11 anys, i ha arribat a ser nomenat Millor jugador al Mundial de l'Argentina 2002. Ell com a mitger, i fent son germà de dauer, han format la parella hegemònica als trinquets en la modalitat d'Escala i corda durant molts anys, fins a la retirada d'Enric.
Sarasol II formà part de la nòmina de l'empresa ValNet fins a la seua retirada del món professional el juny de 2012 després d'una carrera de 25 anys al màxim nivell i és considerat com un dels millors mitgers de les últimes decades. El mateix any fou anunciat el seu fitxatge per part del club Ovocity-Marquesat d'Alfarp per tal de disputar el Trofeu El Corte Inglés de galotxa, a nivell amateur.

## Palmarès
El palmarés de Sarasol II destaca el rècord de finals del Circuit Bancaixa amb 9 (rècord compartit amb Tino) de les qualsha guanyat 4 (1992, 1998, 1999 i 2008) amb una diferència de 16 anys entre la primera i la darrera el que constata la gran regularitat en el bon joc d'aquest jugador.
- Escala i corda:
  - Campió del Campionat Nacional d'Escala i Corda: 1987 i 1992
    - Subcampió del Campionat Nacional d'Escala i Corda: 1990

  - Campió del Circuit Bancaixa: 1992, 1998, 1999 i 2008
    - Subcampió del Circuit Bancaixa: 1993, 2001, 2004, 2005 i 2007

  - Subcampió Copa Consum: 2004
  - Subcampió de la Copa Diputació de València: 2009, 2010 i 2011
  - Subcampió Màsters Ciutat de València: 2009
  - Campió Memorial Vicent Tavallo: 2006 i 2007
  - Subcampió del Trofeu Ciutat de Dénia: 2009 i 2010
  - Campió del Trofeu Ciutat de Llíria: 2007 i 2008
  - Campió del Trofeu Festes fundacionals de Massamagrell: 2010
  - Subcampió del Trofeu Hnos. Viel de Sueca: 2009
  - Campió del Trofeu Mancomunitat de la Ribera Alta: 2008 i 2010
    - Subcampió del Trofeu Mancomunitat de la Ribera Alta: 2004 i 2009

  - Campió Trofeu Nadal de Benidorm: 5 voltes
    - Subcampió del Trofeu Nadal: 2008

  - Subcampió del Trofeu Universitat de València: 2006
  - Campió del Trofeu Vidal: 2009
    - Subcampió del Trofeu Vidal: 2007 i 2010
    - Subcampió del Trofeu Superdeporte: 2010
- Frontó:
  - Campió Open Ciutat de València: 2003
  - Campió del Trofeu Costa Blanca: 2008
    - Subcampió del Trofeu Costa Blanca: 2009

Campionats Internacionals de Pilota
- Campió Torneig 5 Nacions de Llargues, València 1993
- Subcampió d'Europa de Llargues, França 1994
- Campió d'Europa de Llargues, Imperia (Itàlia) 1999
- Campió del Món de Llargues València 1996, Maubeuge (França) 1998 i València 2000
- Campió d'Europa de Frontó i Joc internacional, Països Baixos 2001
- Subcampió d'Europa de Llargues, Països Baixos 2001
- Campió del Món de Llargues, Frontó i Joc internacional, Argentina 2002